# Iunius
Ne pas confondre avec la gens romaine des Iunii.

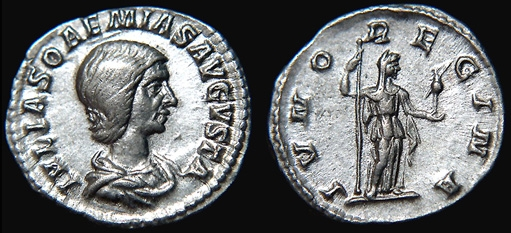
Denarius-Julia Soaemias-RIC 0237.

Iunius ou Junius (juin) était le quatrième mois du calendrier romain. Ce mois était dédié à la déesse Junon, reine du ciel (en) et épouse de Jupiter. Il devient graduellement, selon les pays, le 6e mois de l’année lorsque, en 532, l’Église de Rome décida que l’année commence le 1er janvier, voir Denys le Petit.

## Calendrier
| Juin | Iunius                                            |
| ---- | ------------------------------------------------- |
| 1    | Kalendis Iuniis                                   |
| 2    | ante diem IV (quartum) Nonas Iunias               |
| 3    | ante diem III (tertium) Nonas Iunias              |
| 4    | pridie Nonas Iunias                               |
| 5    | Nonis Iuniis                                      |
| 6    | ante diem VIII (octavum) Idus Iunias              |
| 7    | ante diem VII (septimum) Idus Iunias              |
| 8    | ante diem VI (sextum) Idus Iunias                 |
| 9    | ante diem V (quintum) Idus Iunias                 |
| 10   | ante diem IV (quartum) Idus Iunias                |
| 11   | ante diem III (tertium) Idus Iunias               |
| 12   | pridie Idus Iunias                                |
| 13   | Idibus Iuniis                                     |
| 14   | ante diem XVIII (duodevicesimum) Kalendas Iulias  |
| 15   | ante diem XVII (septimum decimum) Kalendas Iulias |
| 16   | ante diem XVI (sextum decimum) Kalendas Iulias    |
| 17   | ante diem XV (quintum decimum) Kalendas Iulias    |
| 18   | ante diem XIV (quartum decimum) Kalendas Iulias   |
| 19   | ante diem XIII (tertium decimum) Kalendas Iulias  |
| 20   | ante diem XII (duodecimum) Kalendas Iulias        |
| 21   | ante diem XI (undecimum) Kalendas Iulias          |
| 22   | ante diem X (decimum) Kalendas Iulias             |
| 23   | ante diem IX (nonum) Kalendas Iulias              |
| 24   | ante diem VIII (octavum) Kalendas Iulias          |
| 25   | ante diem VII (septimum) Kalendas Iulias          |
| 26   | ante diem VI (sextum) Kalendas Iulias             |
| 27   | ante diem V (quintum) Kalendas Iulias             |
| 28   | ante diem IV (quartum) Kalendas Iulias            |
| 29   | ante diem III (tertium) Kalendas Iulias           |
| 30   | pridie Kalendas Iulias                            |

## Source
Histoire romaine à l'usage de la jeunesse. Revue et complétée par l'Abbé Courval. Librairie Poussielgue. 1887